# El Rossinyoler
El Rossinyoler és un paratge en part constituït per camps de conreu del terme municipal de Sant Quirze Safaja, a la comarca del Moianès.
Està situat al sector nord-est del terme, al costat nord-oest mateix de la masia del Serrà. És a l'esquerra del torrent del Barbot, a llevant del Sot del Noi.